# Azéris
Cet article concerne le peuple azéri. Pour la langue azérie, voir Azéri.
Les Azéris (en azéri : آذریلر/Azәrilәr/Азәриләр), aussi appelés Āzarīs (en persan : ترک آذربایجانی), Turcs azéris (Azərbaycan türkləri), ou Turcs (Türklər), forment un groupe ethnique d'origine turcique qui vit principalement dans le nord-ouest de l'Iran et dans la République d'Azerbaïdjan. On les trouve aussi dans une large zone du Caucase au plateau iranien et également dans le Nord Est de la Turquie, dans le village de Sütveren dans le district de Kelkit par exemple.  
Les Azéris sont en majorité musulmans chiites et ont un patrimoine culturel composé d'éléments iraniens, caucasiens et turcs.
Le terme Azerbaïdjanais (en azéri : Azərbaycanlılar) désigne les citoyens de la république d'Azerbaïdjan et eux seuls. Le terme Azéris est parfois utilisé de manière abusive en tant que synonyme de Azerbaïdjanais et inversement.

## Clarification des termes employés
Historiquement, les peuples turcs de l'Azerbaïdjan iranien et du Caucase s'appelaient eux-mêmes, ou étaient appelés, « Turcs ». Quand la Transcaucasie devint une partie de l'empire russe, les autorités russes, qui appelaient traditionnellement Tatars tous les peuples turcs, ont commencé à appeler ce peuple les Tatars caucasiens pour les distinguer des autres peuples turcs. C'est à partir du début du XXe siècle que l'ethnonyme « Azerbaïdjani » a commencé à apparaître, plus particulièrement depuis l'époque de la République démocratique d'Azerbaïdjan (1918-1920). L'ethnonyme moderne, Azerbaiïdjani est largement répandu depuis les années 1930. Certains Azerbaïdjanis se réfèrent à eux-mêmes en tant que « Turcs Azerbaïdjanis », marquant ainsi le caractère turc et la spécificité de leur identité azerbaïdjanie au sein du groupe plus large des peuples turcs. La plupart des Azerbaïdjanis d'Iran se désignaient eux-mêmes comme Turcs jusque dans les années 1990.
Le développement d'une identité collective turque azérie n'a eu lieu qu'à partir de la fin du XIXe siècle, à une période où l'identité nationale azerbaïdjanie émergeait en tant que force politique.
Le nom « Azéri » désigne également une langue iranienne qui était en usage dans la région appelée Azerbaïdjan avant l'arrivée des peuples turcs, durant les premiers siècles de l'expansion islamique. Les sources de l'époque se servent du nom Azéri pour désigner à la fois la population de l'Azerbaïdjan et la langue qu'ils parlent. L'utilisation de cette langue a décliné jusqu'à disparaître après la turquification de la région. Des auteurs turcs ont alors repris le terme Azéri pour désigner la langue turque parlée en Azerbaïdjan, et ce terme a été repris par certains orientalistes occidentaux.
L'Azerbaïdjan désigne la région au nord-ouest de l'Iran, partagée entre les États modernes de la République d'Azerbaïdjan et de l'Iran. Les termes « Azerbaïdjan du nord » et « Azerbaïdjan du sud », utilisés sans connotation politique, servent à désigner les régions géographiques de l'Azerbaïdjan situées au nord ou au sud de la rivière Araxe. Depuis l'époque safavide jusqu'aux guerres russo-persanes, la région est sous contrôle iranien plus ou moins strict. Depuis la partition de l'Azerbaïdjan en 1828 à la suite du traité de Turkmanchai, la partie nord a été incorporée à l'empire russe puis à l'URSS. La partie sud fait partie de l'Iran depuis cette époque.

## La formation de la région appelée Azerbaïdjan
Le groupe ethnique moderne des Azerbaïdjanais trouve son origine dans la région appelée Azerbaïdjan, qui s'étend depuis l'extrême est du Caucase au nord jusqu'aux contreforts septentrionaux des Monts Zagros au sud, entre l'Anatolie et la mer Caspienne.
Il est communément admis que l'Azerbaïdjan tire son nom d'Atropatès, un satrape de la province de l'empire achéménide nommée Mèdie Atropates. C'est à partir du nom de ce gouverneur que dérivent les différents noms de la région, sous des formes grecques (Atropatène, Media Atropatos ou Tropatene), arménienne (Atrpatakan), moyen-persan (Āturpātakān) ou Āzarbāyjān sous sa forme persane moderne. L'Atropatène, depuis son cœur à l'est du lac d'Orumieh, s'est ensuite étendue vers le nord au cours de la période parthe puis sassanide, jusqu'au bassin de l'Araz. Suivant le déclin des Séleucides en Perse après -247, le royaume arménien exerce le contrôle sur des parties de l'Atropatène entre - 190 et 428. Les Albaniens ont fondé un royaume, l'Albanie du Caucase, au Ier siècle av. J.-C. et sont restés largement indépendants jusqu'à ce que les Sassanides en fassent un vassal en 252. L'Albanie du Caucase a été un royaume chrétien entre le IVe et le VIIIe siècles,.
Les Arabes musulmans ont battu les Sassanides et les Byzantins au cours de leur marche dans la région du Caucase. Les Arabes font de l'Albanie du Caucase un État vassal après que la résistance chrétienne, menée par le prince Javanshir, s'est rendue en 667. Entre le IXe et le Xe siècles, les auteurs arabes commencent à se référer à la région entre les rivières Koura et Aras en tant que Arran.

## Langue
La langue azérie, aussi appelée azéri, azari, turc azéri, ou turc azerbaïdjani, unifie les Azéris, qui l'appellent Azərbaycan dili ou azərbaycanca, parfois Türki dans l'Azerbaïdjan iranien. Elle est mutuellement intelligible avec le turkmène et le turc (dont les dialectes parlés par les Turcomans d'Irak et les Kachkaïs). Toutes ces langues ont une origine commune dans la langue parlée par les Oghouzes, qui sont arrivés dans le Caucase depuis l'Asie centrale au XIe siècle. Elle a commencé à se développer en tant que langue littéraire vers le XIIIe.
L’azerbaïdjanais, la langue officielle de la République d’Azerbaïdjan, est parlée aujourd’hui par plus de 90,6 % de sa population. Il est également parlé par plus de 10 millions de personnes en Iran (16 % de la population environ) dans les régions de l’Azerbaïdjan iranien et dans toutes les grandes villes d'Iran), en Géorgie à cause d’une présence historique, en Turquie et en Russie avec l’immigration. Parfois on parle de l’azéri ou encore de l’azéri-turc. L’azerbaïdjanais est une définition géopolitique et l’azéri-turc est ethnolinguistique.
L’azerbaïdjanais appartient à la famille des langues altaïques, au groupe turc et au sous groupe oghouz comme le turc et turkmène, le tatar de Crimée, le gagaouze. L’azerbaïdjanais observe la règle de l’harmonie vocalique. Il ne connaît ni genres ni articles. Il possède 6 cas : nominatif, génitif, directif, accusatif, locatif, ablatif. C’est une langue agglutinante — les relations entre des mots se créent à l’aide des suffixes ajoutés à la fin des mots.
La langue a graduellement supplanté les langues iraniennes utilisées dans la région jusqu'alors (tat et pehlevi au sud, des langues caucasiennes telles l'oudi au nord) et devient la langue dominante dans la région avant le XVIe. Cependant, les minorités à la fois en Iran et en République d'Azerbaïdjan continuent à parler d'anciennes langues, et les mots d'emprunts au persan et au pehlevi sont nombreux en azéri.
La conquête russe de l'Azerbaïdjan au XIXe siècle a coupé entre deux États la communauté linguistique. L'Union soviétique a promu le développement de la langue puis a fait reculer son utilisation avec deux changements d'alphabet consécutifs : de l'alphabet arabe à l'alphabet latin, puis de celui-ci à l'alphabet cyrillique. En Iran, les Azéris ont continué à utiliser l'alphabet arabe comme ils l'avaient toujours fait. Après l'indépendance de la République d'Azerbaïdjan, l'alphabet a encore changé et les Azéris au nord ont adopté un script latin suivant le modèle des Turcs.

## Répartition géographique et nationalisme
À la suite des guerres russo-persanes du XVIIIe siècle et XIXe siècle, les territoires persans du Caucase (certains n'étant quasiment pas contrôlés) ont été cédés à l'empire russe. Ces territoires incluaient des parties de l'actuelle république d'Azerbaïdjan. Les traités de Golestan en 1813 et de Turkmanchai en 1828 fixèrent la frontière entre la Russie et l'Iran.
À la suite de ces divisions géographiques et historiques, les Azéris forment un groupe ethnique qui a connu une évolution différente de chaque côté de la frontière. Ils peuvent donc être distingués en deux sous-groupes : les Azéris du nord et les Azéris du sud, dont les caractéristiques diffèrent légèrement. Depuis l'indépendance de l'Azerbaïdjan de l'URSS en 1991, on a tout de même constaté une augmentation de l'intérêt pour la religion et une augmentation des liens transfrontaliers entre Azéris.
Le nationalisme azéri a été très actif à la fin de la Seconde Guerre mondiale. En décembre 1945, le Parti démocratique azerbaïdjani, lié au Tudeh et mené par Jafar Pishevari annonce la création d'une république autonome portant le nom de gouvernement populaire d'Azerbaïdjan et soutenue par l'URSS. Ce type de nationalisme peut être appelé nationalisme azéri iranien, mais un deuxième type de nationalisme existe aussi, le nationalisme azéri, qui revendique la réunion des peuples azéris dits « du nord » (république d'Azerbaïdjan) et « du sud » (Azerbaïdjan iranien). Ce type de nationalisme peut de plus être teinté de panturquisme. Ces différentes sortes de nationalisme pourraient expliquer les directions différentes prises par les recherches sur l'origine des azéris, comme cela est détaillé plus bas.
Les quinze dernières années ont connu une forte augmentation des sentiments nationalistes, comme le prouve l'augmentation des publications nationalistes des Azéris en Iran et leur intérêt grandissant pour la Turquie et la République d'Azerbaïdjan. Nombreux sont les Azéris iraniens qui regardent la télévision turque ou azerbaïdjanaise par satellite, ce qui leur a permis d'accroître leur connaissance de la Turquie et du dialecte turc anatolien.
Cette renaissance du nationalisme a amené à la création d'une nouvelle organisation, le Güney Azərbaycan Milli Oyaniş Hərəkati (Gamoh) (gamoh.org) (« Mouvement du réveil national de l'Azerbaïdjan du sud »), dirigé par Mahmudali Chohraganli. Gamoh milite pour l'auto-détermination, un état iranien fédéral, un gouvernement laïc, ce qui le place sous la menace du gouvernement iranien. Mahmudali Chohraganli, dont le père avait été torturé par la SAVAK pour nationalisme turc, a lui-même passé deux années en prison jusqu'à sa libération pour problèmes de santé en 1999.

## Origines
Dans la plupart des références, les Azéris sont désignés comme un peuple turc, à cause de leur langue turque et leur origine partiellement oghouze Cependant, il existe un débat concernant l'origine ethnique des Azéris. Le débat est lié au nationalisme moderne et aux revendications historiques sur le territoire azéri. Ce débat met en présence trois points de vue : les Azéris seraient d'origine turque en provenance de l'Asie centrale, ou seraient un peuple iranien ayant changé de langue à la suite des invasions turques, ou encore seraient indigènes au Caucase et auraient adopté la langue azérie, la culture perse et l'Islam. En conséquence, la détermination de l'origine turque, iranienne ou caucasienne des Azéris est fortement liée aux points de vue historiques des voisins de l'Azerbaïdjan.
D'après l'Encyclopédie de l'Islam  :

« À la suite de la domination turque oghouze dans le Caucase à partir du XIIe siècle la population iranienne d'Ādharbāyjān et des parties adjacentes de Transcaucasie est devenue turcophone alors que les caractéristiques des Turcs Ādharbāyjānī, comme les intonations persanes et le non-respect de l'harmonie vocalique, reflètent l'origine non turque de la population turquisée. »

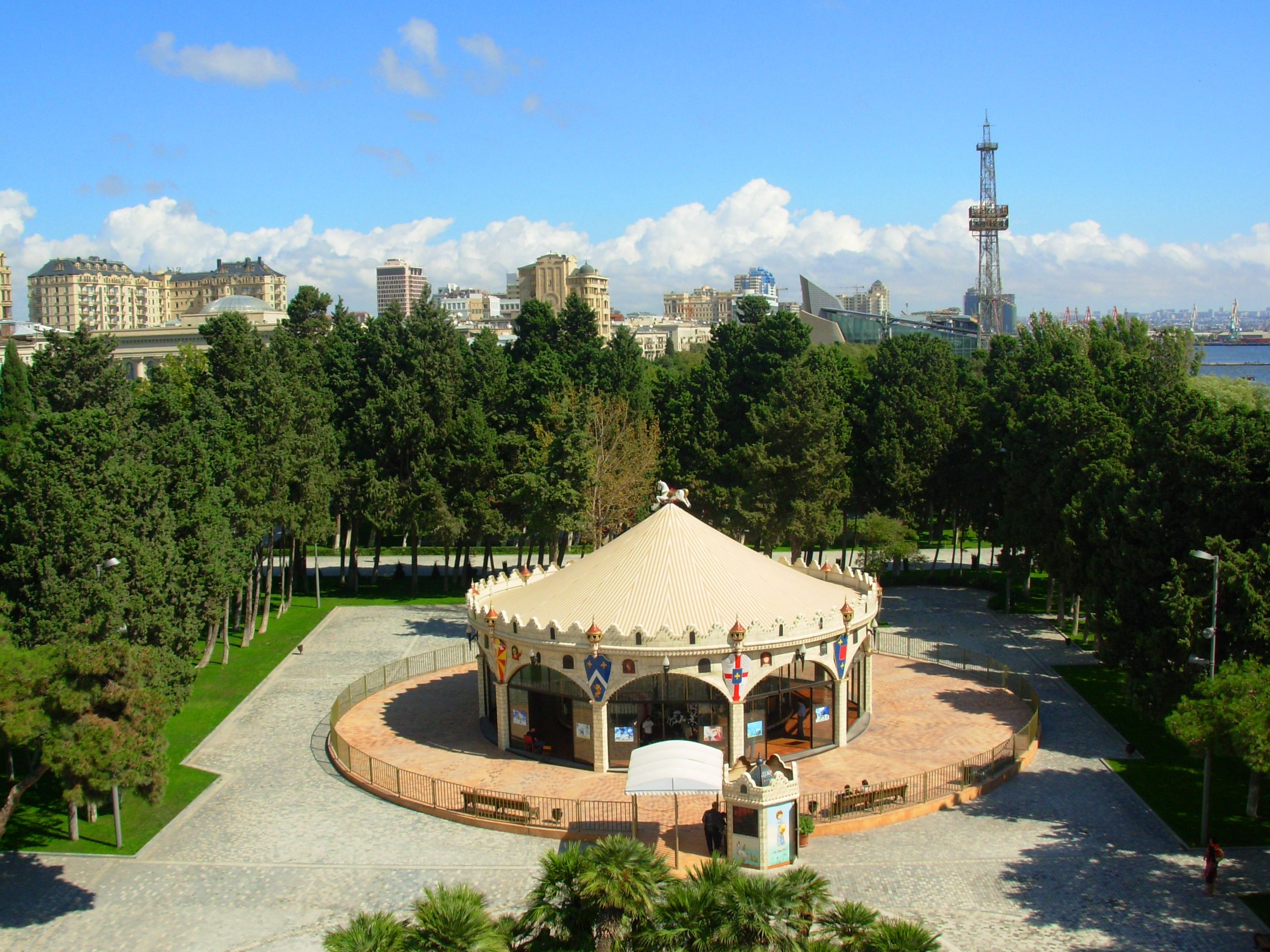
Bakou, Azerbaïdjan

L'Encyclopædia Britannica dit que les Azéris « sont d'origine ethnique mixte, le plus vieil élément dérivant des populations indigènes de l'est de la Transcaucasie, et possiblement des Mèdes du nord de la Perse. Cette population a été persianisée au cours de l'époque sassanide en Iran (IIIe siècle-VIIe siècle, mais, après la conquête de la région par les Turcs seldjoukides au XIe siècle, les habitants ont été turquisés, et la turquisation de la population s'est poursuivie au cours des siècles suivants. »
Ce point de vue accrédite les résultats des études génétiques initiales conduites dans la république d'Azerbaïdjan, qui relient les Azéris modernes d'abord à leurs voisins du Caucase et, dans une moindre mesure, au nord-ouest de l'Iran. Des études ultérieures avec les Azéris d'Iran pourraient aider à déterminer à quel point les Azéris modernes sont liés aux peuples caucasiens (notamment les Arméniens et les Albaniens) et les iraniens (principalement les Mèdes).

### Théorie de l'origine turque

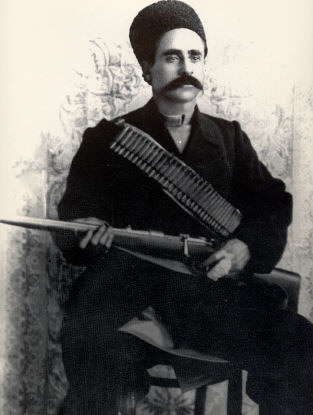
Sattar Khan (1868-1914) fut une figure révolutionnaire importante à la fin de la période Qajare en Iran.

La théorie de l'origine turque est basée sur la langue azérie et est favorisée par ceux qui croient que les siècles d'occupation par des Turcs ont formé l'identité turque des Azéris. La théorie turque n'altère pas la vue générale des Azéris en tant que peuple turc, mais débat du fait de savoir jusqu'à quel point les groupes Turcs ont modifié la démographie de l'est du Caucase et de l'Azerbaïdjan iranien.
Bien que « la pénétration turque ait probablement commencé à l'époque des Huns et à sa suite », il existe peu de preuves indiquant des « installations permanentes ». L'incursion turque la plus importante et la plus récente commence avec Mahmoud de Ghaznî (971-1040) et s'accélère à la période seldjoukide. La migration des Turcs oghouzes depuis le Turkménistan actuel, qui est attestée par la similarité linguistique, est restée importante pendant la période mongole, puisque beaucoup des soldats des Ilkhans étaient Turcs. À la période safavide, la turquification de l'Azerbaïdjan continue sous l'influence des Qizilbash. Le nom même d'Azerbaïdjan dérive du nom pré-turc de la province Azarbayjan ou Adarbayjan, et illustre un changement de langue graduel qui a eu lieu alors que les toponymes locaux ont survécu à la turquisation, bien que dans une forme altérée.
Le Livre de Dede Korkut pourrait être un document qui supporte la théorie de la migration oghouze substantielle en Azerbaïdjan. L'UNESCO a récemment célébré le 1300e anniversaire de cette œuvre épique. Malgré son âge supposé, la plupart des chercheurs pensent que le Livre de Dede Korkut est originaire de l'époque postérieure à l'entrée des Oghouzes dans le Caucase, son texte écrit n'ayant été compilé qu'au XVe siècle. La plupart des chercheurs voient cette migration comme la source la plus probable de l'origine turque, mais une source qui a nécessité la mise en œuvre d'une turquisation des peuples indigènes dominants.

### Théorie de l'origine iranienne
La théorie de l'origine iranienne, favorisée par quelques sources et chercheurs, est basée sur la présence ancienne de tribus iraniques, comme les Mèdes en Azerbaïdjan iranien et sur les invasions scythes du VIIIe siècle. On pense que les Mèdes se sont mélangés avec une population indigène, les Mannéens caucasiens, un groupe du nord-est du Caucase apparenté aux Urartiens.
Les chercheurs considèrent les similarités culturelles entre les persans modernes et les Azéris comme une preuve de l'ancienne influence iranienne. Les preuves archéologiques montrent que la religion iranienne, le zoroastrisme était dominante dans tout le Caucase avant le christianisme et l'islam et que l'influence de plusieurs empires perses a augmenté le caractère iranien de la région. L'hypothèse a aussi été faite que la population de l'Azerbaïdjan iranien parlait majoritairement persan avant l'arrivée des Oghouzes. Cette théorie est soutenue par de nombreuses personnalités littéraires, comme Qatran Tabrizi, Shams Tabrizi, Nizami, et Khaghani, qui écrivaient en persan avant la migration oghouze, ainsi que par Strabon, Al-Istakhri, et Al Masû'dî, qui décrivent tous le langage de la région comme étant le persan. Le fait est mentionné par d'autres historiens médiévaux, tel que Al-Muqaddasi, Les autres caractéristiques communes perso-azéries incluent des noms de lieu iraniens comme Tabriz et Bakou (Tabriz, « lieu qui ôte la fièvre » en persan, Bakou du persan Bādkube, « lieu où le vent souffle »).
La présence moderne des Talysh et des Tats iraniens en Azerbaïdjan est une preuve supplémentaire du caractère iranien ancien de la région. En tant que précurseur de ces groupes modernes, les Azéris anciens sont supposés être les ancêtres des Azéris actuels. Cependant, des historiens de l'antiquité, dont Hérodote, Polybe et Strabon, mentionne une région mélangée, avec des groupes iraniens et non iraniens, tels que les Utii, un groupe caucasien qui existe toujours en Azerbaïdjan.

### Théorie de l'origine caucasienne

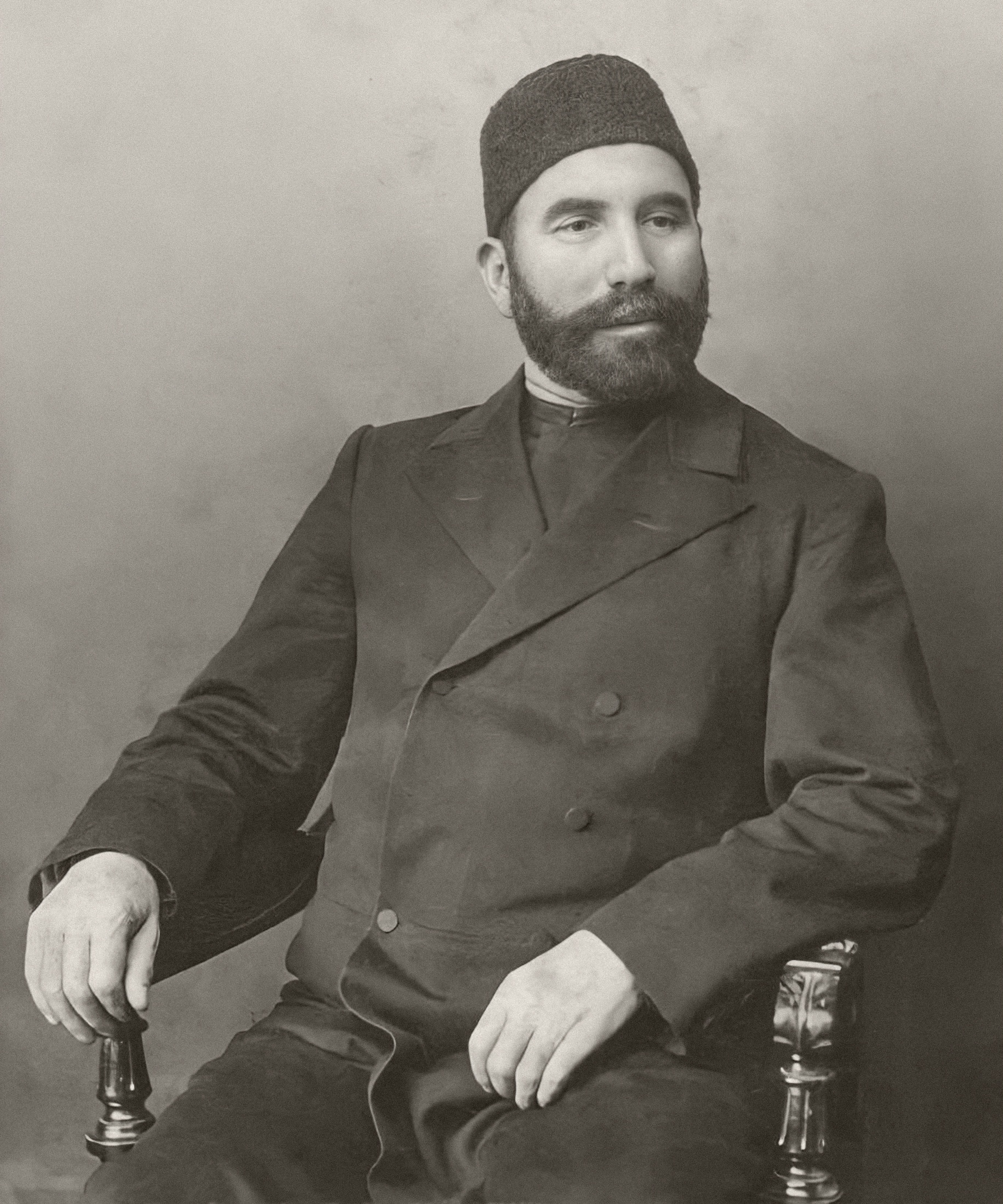
Haji Zeynalabdin Taghiyev (1838-1924), un industriel et philanthrope azéri

Il existe des preuves que, malgré les invasions et migrations répétées, les premiers Caucasiens auraient été assimilés culturellement, d'abord par les Iraniens, et plus tard par les Oghouzes. Audrey Alstadt note dans The Azerbaijani Turks que de nombreux Azéris de la république d'Azerbaïdjan considèrent à la fois les Oghouzes et les Albaniens du Caucase comme leurs ancêtres. Des informations considérables ont été apprises à propos des Albaniens du Caucase, comme leur langue, leur histoire, leur prompte conversion au christianisme et leurs liens étroits avec les Arméniens. De nombreux universitaires pensent que la langue Oudi, toujours parlée en Azerbaïdjan, est un reste du langage des Albaniens,.
Cette influence caucasienne s'est étendue plus au sud dans l'Azerbaïdjan iranien. Pendant le premier millénaire avant notre ère, un autre peuple caucasien, les Mannéens (Mannai) ont peuplé la plupart de l'Azerbaïdjan iranien. Affaiblis par des conflits avec les Assyriens, les Mannéens auraient été conquis et assimilés par les Mèdes en 590 av. J.-C.
L'étendue de l'assimilation culturelle n'est pas très claire. En examinant les données historiques et les découvertes archéologiques, et, dans les dernières années, les tests généalogiques grâce à l'ADN, une équipe de chercheurs a mis en avant le fait que les peuples indigènes étaient souvent assimilés plutôt que tués ou déplacés.
Dans le cas des Azéris, cela signifierait que la majorité des Azéris d'aujourd'hui sont des descendants des peuples installés à l'origine dans le Caucase. Cependant, cette position nécessiterait des preuves génétiques irréfutables que les peuples du Caucase sont parents malgré leurs différences linguistiques et culturelles.

### Résultats d'une étude génétique menée sur les groupes ethniques du Caucase
Bien que la population d'Azerbaïdjan soit culturellement diverse, le test génétique a révélé des marqueurs génétiques communs qui supportent une histoire autochtone pour la plupart des Azéris. Une étude faite en 2003 révéla que « les haplogroupes du chromosome Y indiquent que les Arméniens (parlant une langue indo-européenne) et les Azéris (parlant une langue turque) sont génétiquement plus proches de leurs voisins géographiques dans le Caucase que de leurs voisins linguistiques n'importe où ailleurs ». Les auteurs de cette étude suggèrent que cela indique le remplacement de la langue des peuples caucasiens indigènes. Il existe des preuves d'un mélange limité dérivé des occupants d'Asie centrale (spécifiquement sur l'haplogroupe H12), notamment chez les Turkmènes, qui est plus haut que celui de leurs voisins, les Géorgiens et les Arméniens. L'analyse de l'ADN mt indique que la relation principale avec les Iraniens se fait à travers un groupe eurasiatique occidental qui est secondaire à celui du Caucase, d'après une étude qui n'incluait pas les Azéris, mais les Géorgiens qui avaient été regroupés avec les Azéris dans d'autres études. La conclusion du test montre que les Azéris sont une population mélangée avec des relations, en ordre décroissant de similarité, avec le Caucase, les Iraniens et le Proche-Orient, les Européens et les Turkmènes. Les autres analyses génétiques d'ADN mitochondrial et du Chromosome Y indiquent que les populations du Caucase sont génétiquement des intermédiaires entre les Européens et les proches-orientaux, mais ils sont globalement plus liés aux proches-orientaux. Une autre étude, conduite en 2003 par le Journal russe de Génétique, a comparé les Iraniens en Azerbaïdjan (les Talysh et les Tats) avec les Turcs azéris et a trouvé que « l'examen de la structure génétique des populations persophones (Persans et Kurdes d'Iran, Ossètes et Tadjiks) et Azéris ont montré que les populations persophones d'Azerbaïdjan étaient plus proches des Azéris que des populations persophones habitant d'autres parties du monde ».
La conclusion de cette étude soutient par la suite que ces groupes géographiquement proches des Azéris sont génétiquement similaires en dépit des différences linguistiques. Une étude récente du paysage génétique d'Iran a été faite par une équipe de généticiens de Cambridge menés par le Dr. Maziar Ashrafian Bonab (un Azéri iranien). Bonab a fait remarquer que son groupe avait mené des tests ADN sur des groupes aux langages différents, dont des locuteurs indo-européens et non indo-européens, en Iran. L'étude a conclu que les Azéris d'Iran n'ont pas un FSt ou d'autres marqueurs génétiques similaires à ceux trouvés chez les Turcs anatoliens et européens. Cependant, le FSt génétique et d'autres traits comme le MRca et l'ADN mt des Azéris iraniens étaient identiques aux Persans en Iran.

## Histoire
Il est communément admis que l'Azerbaïdjan tire son nom d'Atropatès, un satrape (gouverneur) mède qui régnait sur l'Atropatène (Azerbaïdjan iranien. Atropates dérive d'une racine en vieux-persan signifiant « protégé par le feu ». L'Azerbaïdjan a été le lieu où se sont installés des conquérants divers, dont les Mèdes, les Scythes, les Perses, les Arméniens, les Grecs, les Romains, les Khazars, les Arabes, les Oghouzes, les Seldjoukides, les Mongols et les Russes.

### Antiquité
Les Albaniens du Caucase seraient les premiers habitants de l'Azerbaïdjan. Les envahisseurs les plus anciens seraient les Scythes au IXe siècle av. J.-C.. Après les Scythes, les Mèdes vinrent dominer la région au sud de l'Araxe. Les Mèdes ont fondé un vaste empire entre 900 et 700 av. J.-C., qui fut renversé par les Achéménides aux environs de 600 av. J.-C. Pendant cette période, le zoroastrisme se répand en Azerbaïdjan. Les Achéménides furent à leur tour renversés par Alexandre le Grand en 330 av. J.-C., mais le satrape mède Atropatès profitant des désordres qui suivent la mort du souverain (guerres des diadoques) crée un royaume indépendant pour environ un siècle et demi. Suivant le déclin des Séleucides en Perse en -247, un royaume arménien sous domination des Arsacides exerce le contrôle sur des parties de l'Azerbaïdjan entre - 190 et 428. Les Albaniens du Caucase ont fondé un royaume au Ier siècle av. J.-C. et sont restés largement indépendants jusqu'à ce que les Sassanides en fassent un vassal en 252. Le roi des Albaniens du Caucase, Urnayr, a officiellement adopté le christianisme comme religion d'État au IVe siècle, et l'Albanie du Caucase restera un royaume chrétien jusqu'au VIIIe siècle,. Le contrôle sassanide se termina par leur défaite contre les musulmans Arabes en 642.

### Période médiévale
Les Arabes musulmans ont battu les Sassanides et les byzantins au cours de leur marche dans la région du Caucase. Les Arabes ont fait de l'Albanie caucasienne un état vassal après que la résistance chrétienne, menée par le prince Javanshir, se fut rendue en 667. Entre le IXe siècle et le Xe siècle, les auteurs arabes commencent à se référer à la région entre les rivières Koura et Araxe en tant que Arran. Pendant ce temps, des arabes originaires de Bassorah et de Koufa sont venus en Azerbaïdjan et ont confisqué des terres que les peuples indigènes avaient abandonnées; les Arabes sont devenus une élite de propriétaires terriens. La conversion à l'islam a été lente puisque la résistance persistait pendant des siècles et le ressentiment allait grandissant pendant que des Arabes émigraient dans des villes comme Tabriz ou Maraghah. Cet afflux a provoqué une rébellion majeure en Azerbaïdjan iranien en 816-837, menée par un commandant local appelé Babak. Cependant, malgré des poches de résistance continue, la majorité des habitants de l'Azerbaïdjan s'est convertie à l'islam. Plus tard, au Xe siècle et au XIe siècle, la dynastie Kurde des Chaddadites a régné sur certaines parties de l'Azerbaïdjan.
Au milieu du Xe siècle, la dynastie Seldjoukide a renversé les Arabes et a établi un empire qui englobait la plupart de l'Asie du sud-ouest. La période seldjoukide a été marquée par un afflux de nomades Oghouzes dans la région et le début d'un processus de turquisation de l'Azerbaïdjan alors que la langue turque oghouze supplantait les langues antérieures iraniennes et caucasiennes.
Cependant, l'influence culturelle iranienne a survécu, comme le prouvent les travaux d'écrivains de cette époque, notamment le poète de langue persane Nizami Ganjavi. L'identité turque naissante était illustrée dans des poèmes épiques ou dastans, le plus vieux étant le Livre de DedeKorkut, qui contient des contes allégoriques à propos des premiers Turcs dans le Caucase et en Asie Mineure. La domination turque fut interrompue par les Mongols en 1227 puis Tamerlan jusqu'en 1405. Le pouvoir revint aux Turcs avec l'arrivée des Qara Qoyunlu sunnites (Tribu Turkmène dite du mouton noir) et les Aq Qoyunlu (tribu turkmène dite du mouton blanc), qui ont dominé l'Azerbaïdjan jusqu'à la prise du pouvoir par les Safavides chiites en 1501.

### Période moderne

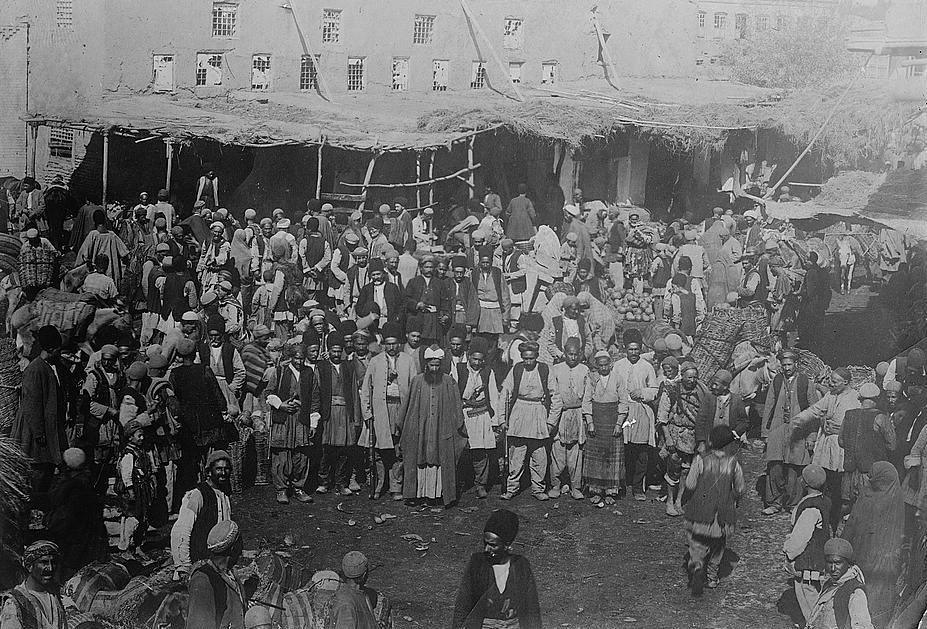
Marchés au fruit à Orumieh, Iran, au début du XXe siècle.

Les Safavides ont établi un empire multiculturel (bilingue azéri et persan et culturellement turco-iranien) qui a duré jusqu'en 1722. Remarquable pour ses réalisations dans la construction d'un état, son architecture et dans le domaine des sciences, l'État safavide s'est écroulé à cause d'un déclin interne et de pressions de la part des Russes et des Afghans.
Après l'état safavide vint le bref règne ottomans suivi de la conquête par Nâdir Shâh Afshar, un chef de tribu sunnite originaire du Khorasan, qui réduisit le pouvoir des chiites. Le bref règne de Karim Khan vint ensuite, suivi de la dynastie Qajare, qui ont régné sur l'Azerbaïdjan et l'Iran à partir de 1779. La Russie se présente alors comme une menace aux possessions iraniennes dans le Caucase. Les guerres russo-persanes commencent au XVIIIe siècle et se finissent au début du XIXe siècle avec le traité de Golestan en 1813 et le traité de Turkmanchai en 1828, qui donnent la partie septentrionale de l'Azerbaïdjan à l'Empire russe. Alors que les Azéris en Iran étaient largement intégrés dans la société iranienne moderne, les Azéris du nord ont vécu la transition de l'empire russe à une brève indépendance entre 1918-1920 puis leur incorporation à l'Union soviétique. La république d'Azerbaïdjan devient indépendante en 1991 mais est devenue partie belligérante au cours de la guerre l'opposant à l'Arménie à propos de la région enclavée du Haut-Karabagh.

## Démographie

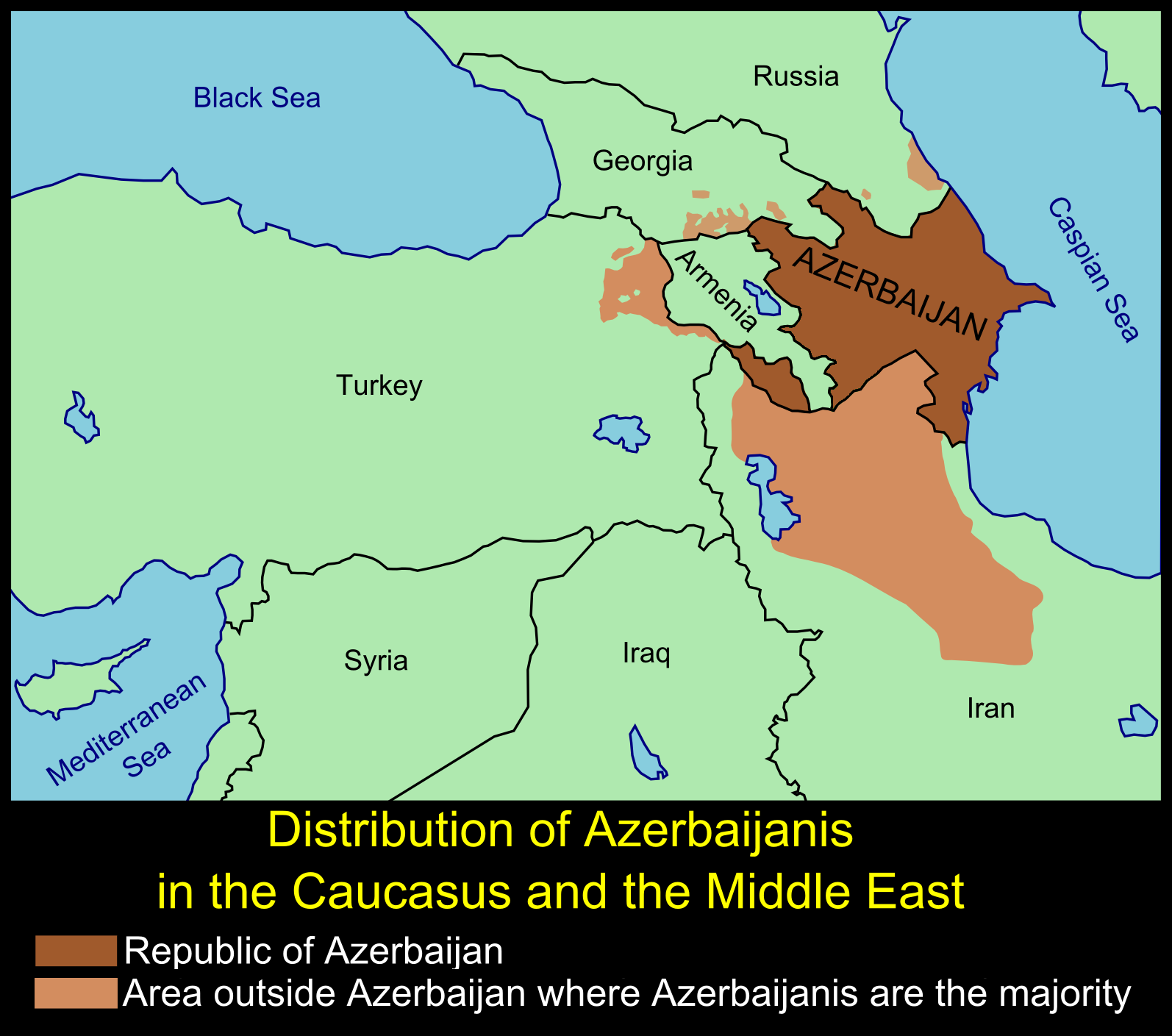
Distribution des Azéris dans le Caucase et le Moyen-Orient

On estime que le nombre d'Azéris dans le monde est compris entre 24 et 33 millions, mais les chiffres des recensements sont difficiles à vérifier. La vaste majorité vivent en Azerbaïdjan et dans l'Azerbaïdjan iranien. Environ 12 millions d'Azéris vivent en Iran, principalement dans les provinces situées au nord-ouest du pays. Approximativement 8,1 millions d'Azéris se trouvent en République d'Azerbaïdjan. Une diaspora, se comptant probablement en millions, se trouve dans les pays voisins et dans le monde entier. Les communautés azéries ont des tailles notables en Turquie, en Géorgie, en Russie, aux États-Unis, au Canada, en Allemagne et dans d'autres pays.
Alors que les estimations de population faites en Azerbaïdjan sont considérées fiables, les chiffres pour l'Iran restent soumis à caution. Depuis le début du XXe siècle, les gouvernements iraniens successifs ont évité de publier des statistiques sur les groupes ethniques. Des estimations non officielles sur les Azéris d'Iran s'étalent entre 16 et 24 % de la population totale de l'Iran. Cependant, de nombreux chercheurs iraniens, tels que Nikki Keddie, Patricia J. Higgins, Shahrough Akhavi, Ali Reza Sheikholeslami et d'autres soutiennent que les Azéris pourraient représenter près d'un tiers de la population de l'Iran.
Une grande communauté d'expatriés Azéris se trouve en dehors d'Azerbaïdjan et d'Iran. D'après Ethnologue.com, il y avait plus d'un million de locuteurs d'azéri du nord au sud du Daghestan, en Arménie, en Estonie, en Géorgie, au Kazakhstan, au Kirghizistan, en Russie, au Turkménistan et en Ouzbékistan en 1993. D'autres sources, comme les recensements nationaux, confirment la présence d'Azéris dans toute l'ancienne Union soviétique. Les chiffres de Ethnologue.com ne sont plus d'actualité dans le cas de l'Arménie, où un conflit à propos du Haut-Karabagh a affecté le peuplement des Azéris. Ethnologue rapporte de plus que 1 million d'Azéris du sud vivent en dehors de l'Iran, mais ces chiffres seraient plutôt une référence aux Turkmènes irakiens, un groupe distinct bien que lié aux peuples turcs.
NB : Les statistiques démographiques pour les Azéris (dont celles sans référence) dans les pays étrangers sont dérivées de divers comptages par recensement, des chiffres de l'ONU, du CIA Factbook, de Ethnologue.

### Azéris en Azerbaïdjan
Étant de loin le groupe ethnique le plus important d'Azerbaïdjan (plus de 90 %), les Azéris tendent à dominer la plupart des structures du pays. Au contraire de leurs homologues d'Iran, la majorité des Azéris sont sécularisés par des décennies d'athéisme officiel soviétique. Le taux d'alphabétisation est estimé à 99,5 %, un héritage soviétique. Alors que la plupart des Azéris urbains ont reçu une éducation, elle reste comparativement basse dans les zones rurales. Une disparité similaire existe dans le domaine des soins médicaux.
La société azérie a été fortement marquée par la guerre avec l'Arménie à propos du Haut-Karabagh. Cette guerre a causé le déplacement de près d'un million d'Azéris et a imposé des contraintes à l'économie locale. L'Azerbaïdjan a profité de l'industrie pétrolière, mais un niveau très important de corruption a empêché une plus grande prospérité des habitants. De nombreux Azéris sont de plus en plus frustrés du processus politique en Azerbaïdjan alors que l'élection de l'actuel président Ilham Aliyev a été décrite comme « troublée par les allégations de corruption et les répressions brutales sur l'opposition politique ». Malgré ces problèmes, il existe une certaine renaissance en Azerbaïdjan puisque les prévisions économiques sont positives et que l'opposition politique active apparaît déterminée à améliorer la vie des Azéris moyens.

### Azéris en Iran

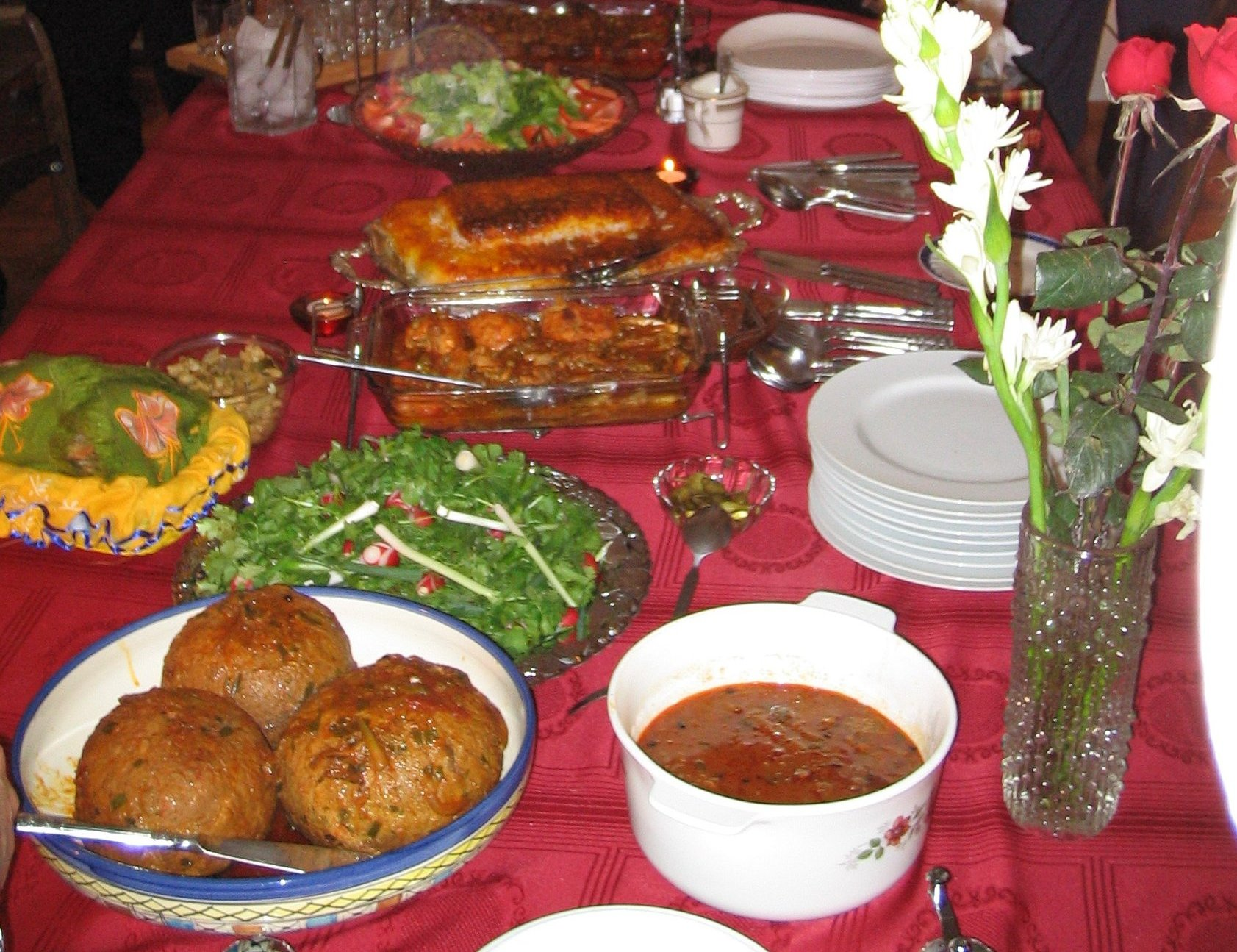
Table typique d'Azéris en Iran.

Les Azéris en Iran se trouvent principalement dans les provinces du nord-ouest : Azerbaïdjan oriental, Azerbaïdjan occidental, Ardabil, Zanjan et Markazi. De nombreux autres vivent à Téhéran, dans le Fars et d'autres régions. Généralement, les Azéris en Iran ont été « une minorité linguistique bien intégrée », d'après des universitaires comme l'anthropologue Patricia Higgins. En fait, jusqu'à la dynastie Pahlavi au XXe siècle, « l'identité de l'Iran n'était pas exclusivement perse, mais supra ethnique », puisqu'une grande partie du pouvoir politique, à partir du XIe siècle avait été turc. Les groupes Turcs et iraniens étaient intégrés jusqu'au XXe siècle pendant lequel le nationalisme et le communautarisme ont altéré la perception populaire. Malgré les frictions, les Azéris en Iran ont commencé à être bien représentés à tous les niveaux des « hiérarchies politiques, militaires et intellectuelles aussi bien que religieuses ».
Le ressentiment naquit avec les politiques des Pahlavi qui supprimaient l'usage de l'azéri dans les gouvernements locaux, les écoles et la presse. Cependant, avec l'avènement de la révolution iranienne en 1979, l'emphase s'est détournée du nationalisme puisque le nouveau gouvernement mettait en avant la religion comme facteur d'unification. Au sein du gouvernement révolutionnaire islamique émergea une faction nationaliste azérie menée par l'Ayatollah Kazem Shariatmadari, qui était partisan d'une autonomie régionale plus grande et voulait que la constitution soit révisée pour inclure les athées et les partis d'opposition; ceci lui fut refusé. Le nationalisme azéri a connu des hauts et des bas depuis la révolution iranienne et a récemment culminé avec des émeutes causées par la publication en mai 2006 d'une série de dessins que de nombreux Azéris ont trouvé infamants. Le dessin a été réalisé par Mana Neyestani, lui-même Azéri, qui a été licencié à cause de la controverse, de même que son éditeur Mehrdad Qasemfar.
En dépit de problèmes sporadiques, les Azéris sont une communauté intrinsèque à l'Iran. Actuellement, les conditions de vie des Azéris en Iran ressemblent très fortement à celles des persans : « Les styles de vie des Azéris urbains ne diffèrent pas de ceux des persans, et les mariages mixtes entre les gens appartenant aux classes supérieures sont courants dans les cités de peuplement mixte. De même, les coutumes des villageois Azéris ne semblent pas différer de manière marquée de celles des villageois persans. »
Les Azéris en Iran ont des postes importants, comme l'Ayatollah Ali Khamenei occupant actuellement le poste de Guide suprême. Les Azéris en Iran restent assez conservateurs en comparaison avec la plupart des Azéris de la République d'Azerbaïdjan. Néanmoins, depuis l'indépendance de la République d'Azerbaïdjan en 1991, les contacts transfrontaliers entre les Azéris des deux côtés de la frontière ont connu un regain d'intérêt.

## Société

### Institutions et politique
L'Azerbaïdjan et l'Azerbaïdjan iranien ont développé des institutions distinctes, ce fait étant dû à une évolution sociopolitique divergente. L'Azerbaïdjan a commencé au XXe siècle avec des institutions basées sur celles de la Russie et de l'union soviétique, avec un contrôle strict de l'état sur la plupart des aspects de la société. Depuis, ils se sont dirigés vers l'adoption des modèles sociaux occidentaux depuis la fin du XXe siècle. Depuis l'indépendance, des contrôles de l'état relâchés ont permis à la société civile locale de se développer. En contraste, les institutions théocratiques islamiques en Azerbaïdjan iranien dominent presque tous les aspects de la société, la presque totalité des pouvoirs étant détenue par le guide suprême et le conseil des Gardiens. Les deux sociétés sont en train de changer. En Azerbaïdjan existe un système démocratique laïc qui est miné par la corruption politique et des soupçons de fraude électorale. La société civile en Azerbaïdjan est encore en construction :

« Le manque de formes plus 'modernes' d'organisation et l'expérience brutale de la démocratie est la raison principale pour laquelle la construction de la société civile et le processus de démocratisation en Azerbaïdjan ont lieu de façon parallèle plutôt que linéaire. En définitive, la société azerbaïdjanaise d'aujourd'hui peut être considérée comme une société quasi civile et quasi démocratique dont les structures et institutions ont les signes d'une société démocratique du point de vue de leur niveau de développement, mais ne correspondent pas au critères modernes d'une société démocratique moderne. »

Malgré ces problèmes, l'Azerbaïdjan possède une opposition politique active qui réclame des réformes démocratiques. Les Azéris en Iran restent confinés dans le régime théocratique de la république islamique et manquent d'une société civile significative de nature laïque qui pourrait représenter un défi. Il existe des signes d'agitation dus à la politique du gouvernement iranien dans l'Azerbaïdjan iranien, de plus, les interactions croissantes avec les Azéris d'Azerbaïdjan et les diffusions par satellite depuis la Turquie font revivre le nationalisme azéri.

### Femmes

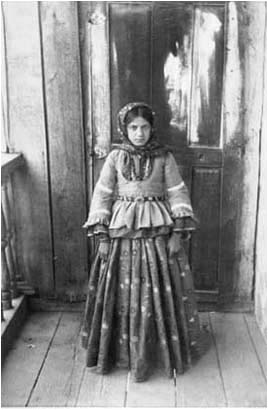
Femme azérie de Chouchi, début du XXe siècle.

Les femmes azéries se sont longtemps battues contre la domination historique des hommes, et ont fait de grandes avancées depuis le XXe siècle. En Azerbaïdjan, elles ont atteint l'égalité sur le modèle occidental dans les grandes villes comme Bakou, bien que dans les zones rurales les vues traditionnelles persistent. Certains problèmes parmi les plus visibles incluent la violence contre les femmes, particulièrement dans les zones rurales. Des crimes comme le viol sont sévèrement punis en Azerbaïdjan, mais rarement signalés, comme dans d'autres parties de l'ex-Union soviétique. Les femmes azéries ont été « forcées d'abandonner le voile », plaçant ainsi la république d'Azerbaïdjan en fort contraste avec l'Azerbaïdjan iranien. Les femmes sont sous-représentées à des postes élus mais ont atteint des postes importants au parlement, et une femme azérie est présidente de la Cour suprême d'Azerbaïdjan. La République d'Azerbaïdjan est un des rares pays de culture musulmane où l'avortement est disponible sur demande.
Le traitement inégal des femmes iraniennes a rencontré des protestations croissantes, dont celles de Shirin Ebadi, qui a gagné le Prix Nobel de la paix en 2003 pour son combat pour les droits des femmes. Une vague de fond de mouvements populaires à la recherche de l'égalité des sexes ont émergé depuis les années 1980. Des protestations régulières ont lieu qui défient les interdictions gouvernementales et qui sont souvent dispersées par la violence, comme en juin 2006 quand « des milliers de manifestants femmes et hommes sont venus ensemble le 12 juin sur la place Haft-e Tir à Téhéran » et ont été brutalement dispersés. D'anciens dirigeants iraniens, comme Mohammad Khatami, ont promis plus de droits aux femmes, mais les responsables religieux se sont opposés aux changements qu'ils interprètent comme contraire à la doctrine islamique. En 2004, neuf femmes ont été élues au Parlement (Majles, certaines d'entre elles sont azéries), et, alors que la plupart sont déterminées au changement social, certaines d'entre elles ont des positions conservatrices concernant l'égalité des sexes. Le destin social des femmes azéries reflète largement celui des autres femmes en Iran.

### Économie
La population rurale représente 49,7 % de la population de l’Azerbaïdjan (qui compte 99 % d'azéris). La diversité des conditions naturelles en Azerbaïdjan a permis un développement important de l'agriculture.Celle-ci emploie la majeure partie de la population rurale. Dans certaines régions c'est l'artisanat et l'industrie minière qui dominent (par exemple Goradiz, Ramani, Zaklik…). Certains villages subsistent à la fois de la fabrication de tapis et du travail du cuivre, dont le produit est vendu dans les zones urbaines. De plus certaines parties d'Azerbaïdjan sont plus spécialisées dans la fourniture de services au transport ferroviaire et aux oléoducs (Oléoduc Bakou-Tbilissi-Ceyhan).
Il est difficile de décrire avec précision l'activité économique des azéris d'Iran, majoritairement concentrés dans les provinces de l'Azerbaijan-e-sharghi (de l'est), de l'Azerbaijan-e-gharbi (de l'ouest) et de la province d'Ardabil car peu de statistiques sont disponibles à ce sujet. Il est cependant possible d'en donner quelques éléments. L'économie de l'Azerbïdjan iranien est pour un tiers agricole (production de céréales, de fruits, de coton, de riz, de noix et de tabac). La production de laine, de tapis et d'artisanat à base de métal est aussi très importante; les tapis de Tabriz sont réputés dans le monde entier pour leur finesse. Les industries de ces provinces sont principalement des industries alimentaires de transformation des produits cultivés dans la région. On trouve aussi des industries nationales de production de ciment, et de raffinage du sucre qui emploient de nombreux azéris.

### Religion
La vaste majorité des Azéris sont des musulmans chiites. Les minorités religieuses incluent les musulmans sunnites, les juifs, les zoroastriens, les chrétiens et les bahá'ís. Alors que seule une petite minorité des Azéris en Iran sont sunnites, 15 % des Azéris de la république d'Azerbaïdjan sont sunnites, et un nombre inconnu ne déclarent aucune affiliation religieuse. Dans la république d'Azerbaïdjan, les traditions des autres religions sont souvent célébrées en plus des fêtes islamiques (Qurban bayramı - Aïd el-Kebir - ou Ramazan bayramı - Aïd el-Fitr), comme Norouz ou Noël. Dans la république d'Azerbaïdjan, le taux de pratiquants réels des diverses religions est beaucoup plus bas et l'Azerbaïdjan l'un des pays les moins religieux du monde.

## Culture
Par de nombreux aspects, les Azéris sont eurasiens et multi-culturels, puisque les Azéris du nord ont absorbé des influences russo-soviétiques et de l'Europe de l’Est, alors que les Azéris du sud sont restés dans la tradition turco-persane. La culture azérie moderne compte de nombreuses réussites dans les domaines de la littérature, de l'art, de la musique et du cinéma.

### Vêtements traditionnels

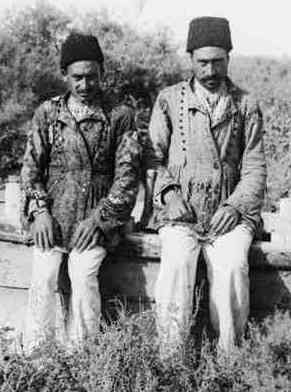
Costume traditionnel azéri au début du XXe siècle.

Les vêtements traditionnels ont beaucoup changé depuis le XIXe siècle. Le vêtement masculin est similaire à celui des autres ethnies du Caucase, avec quelques différences dans la coupe et la décoration. Les pantalons sont larges, une tunique en forme de chemise faite d'un calicot assez brut et un caftan de coton ou de satin appelé arkhaluk. Le costume traditionnel rural est complété par un papakh (sorte de chapeau), des chaussettes de laine et des chaussures faites à la maison. Le manteau de peau de mouton pour l'hiver, appelé kyurk n'était pas à la portée de toutes les bourses. Depuis la fin du XIXe siècle, les urbains ont commencé à apporter des éléments européens à leur garde robe.
Les vêtements féminins de la même époque possèdent plus de particularités que leurs équivalents masculins, avec des différences plus marquées selon le niveau social. Les couleurs sont généralement vives. Les éléments principaux sont une courte tunique (jusqu'à la ceinture) faite de coton, de satin ou de soie, portée avec une jupe plissée longue et large. Les cheveux étaient couverts et attachés à la manière d'un petit sac dans un mouchoir de soie fait à la main. Le costume des femmes est décoré de joaillerie portée sur la tête, le cou, la poitrine et les mains. Un des éléments les plus importants du costume féminin est la ceinture, qui est très large et décorée de pièces. En ville, les femmes apparaissaient généralement vêtues d'un « chador » (longue pièce de tissu rectangulaire destinée à couvrir toute la femme par-dessus ses vêtements).

### Artisanat

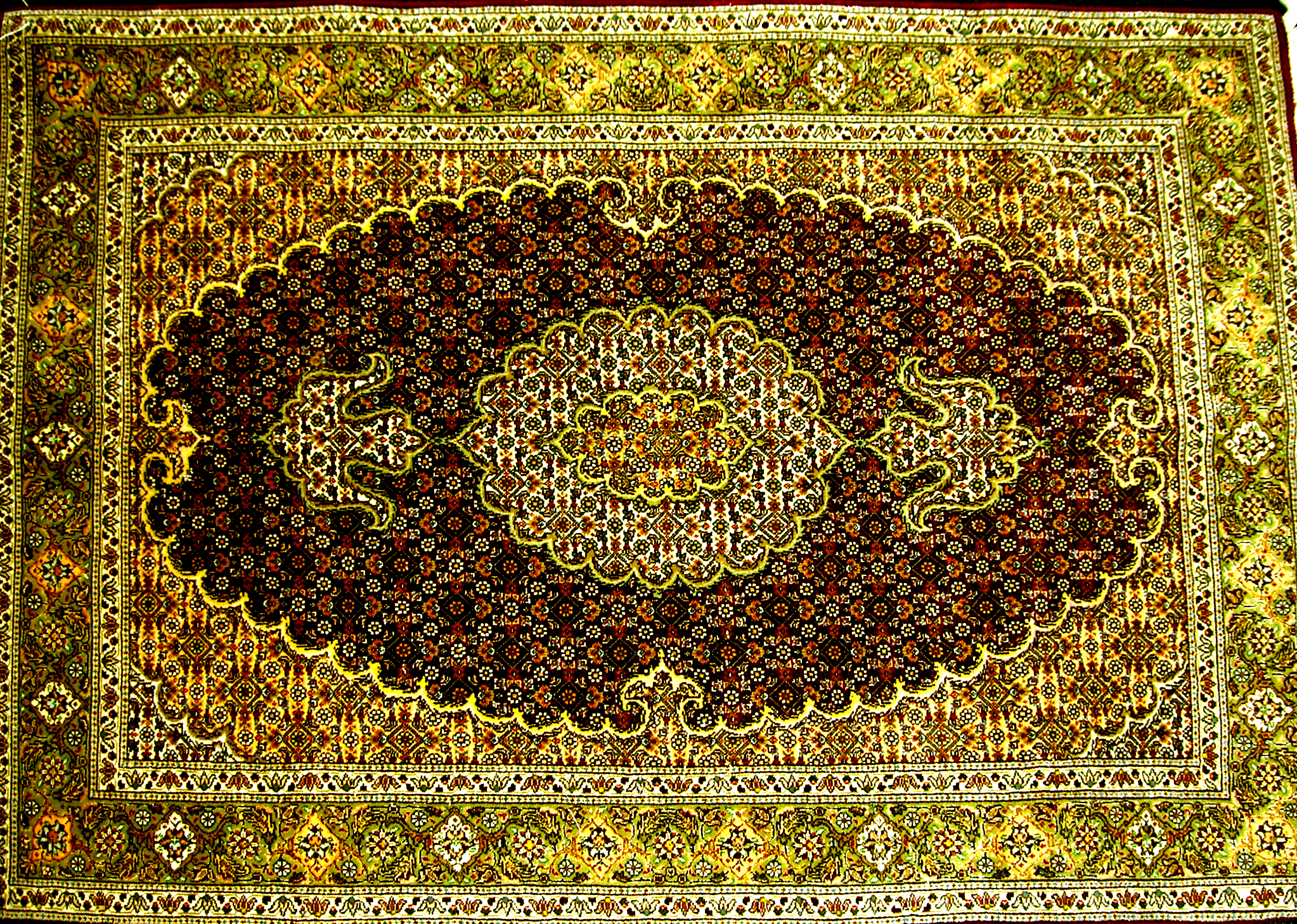
Un tapis de Tabriz, typique de l'artisanat azéri d'Iran.

Depuis l'Antiquité, l'artisanat développé par les azéris est très divers. Les activités artisanales les plus importantes sont la fabrication de tapis, le travail du tissu (impression de motifs, tissus de soie, broderie) et le travail du métal (joaillerie, travail du cuivre), activités généralement destinées à l'exportation. La réalisation d'objets domestiques pour le marché local a toujours été très importante, avec des activités artisanales aussi diverses que la poterie, la céramique, le travail du cuir et la tannerie.
La plupart de ces artisanats sont toujours vivaces aujourd'hui. Les artisans sont majoritairement des ruraux, qui forment plus de la moitié de la population de la république d'Azerbaïdjan et une bonne partie de la population de l'Azerbaïdjan iranien). En Iran, les bazaris (marchands du bazar) azéris, majoritaires au sein des bazaris iraniens sont réputés dans le commerce des objets artisanaux.

### Littérature

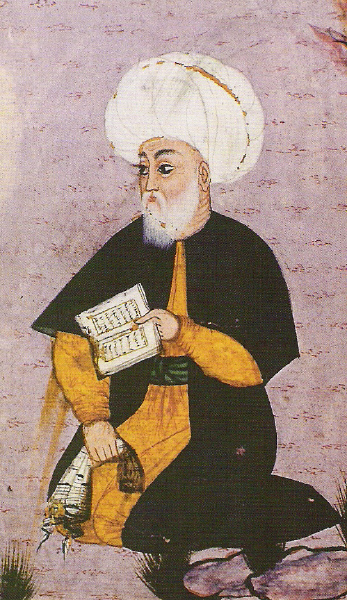
Muhammad Fuzûlî, poète du XVIe siècle.

La littérature de l'azéri oral primitif, dérivé de la langue oghouze, a commencé avec des récitations orales (dastans), comme celle du Livre de Dede Korkut et Koroglu, qui contiennent la mythologie turque. Les écrits Azéris parmi les plus anciens remontent au poète Nizami, qui écrivait à la fois en persan et en azéri (mort en 1417) puis Fuzûlî des décennies plus tard (1483-1556). Ismail Ier, Shah de la Perse Safavide, écrivait de la poésie azérie sous le nom de plume de Khatâ'i. La littérature azérie moderne continua avec une emphase traditionnelle sur l'humanisme, comme le montrent les écrits de Samed Vurgun, Reza Baraheni, Shahriyār et de nombreux autres.

### Art et culture populaire

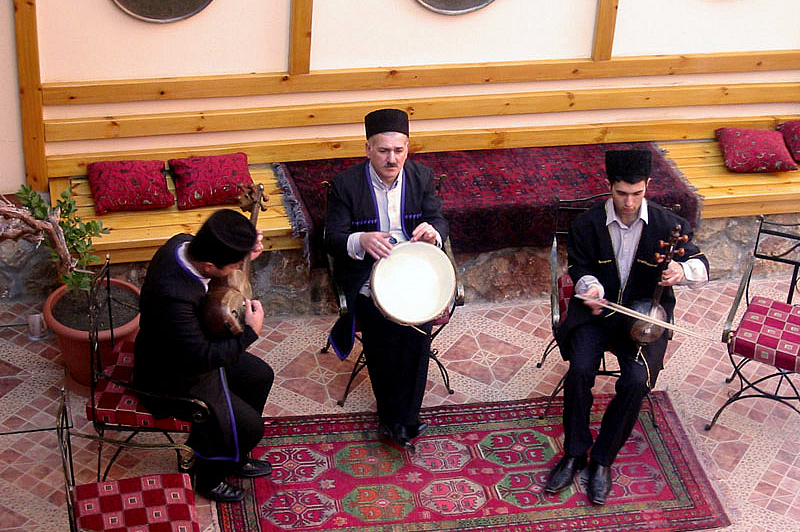
Musiciens azéris.

La danse, la musique et le cinéma sont les domaines d'expression favoris des Azéris.

#### Danse
Les danses traditionnelles azéries sont anciennes et similaires à celles de leurs voisins dans le Caucase et en Iran. La danse de groupe est une forme commune qu'on retrouve des Balkans à la mer Caspienne. Dans la danse de groupe, les exécutants se rassemblent en cercle ou en demi-cercle. « Le meneur de ces danses exécute des figures spéciales ou signale les changements dans les pas, les mouvements ou la direction dans laquelle le groupe se déplace, souvent en faisant des gestes avec sa main, qui tient un foulard. »
Les danses solitaires sont exécutées à la fois par les hommes et les femmes et font appel à des mouvements subtils des mains et à des pas séquencés.

#### Musique
La tradition musicale azérie remonte aux bardes appelés Ashiqs, une vocation qui survit encore de nos jours. Les ashiqs jouent du saz (un type de luth) et chantent des dastans (« ballades », « épopées »). Les autres instruments de musique utilisés sont le Tar (un autre type de luth), le Kamancheh, le duduk, le dhol (percussion).
La musique classique azérie, appelée mugham, consiste souvent en une performance chantée émotionnelle. Les compositeurs Uzeyir Hajibeyov, Gara Garayev et Fikret Amirov ont créé un style hybride qui combine la musique classique et le mugham. D'autres Azéris, notamment Vagif Mustafa Zadeh et Aziza Mustafa Zadeh, ont mixé le jazz et le mugham. Certains musiciens azéris ont reçu un bon accueil de la critique internationale, comme Rashid Behbudov (qui pouvait chanter en huit langues) et Muslim Magomayev (une pop star de l'époque soviétique).
En Iran, la musique azérie a pris un chemin différent. D'après le chanteur iranien azéri Hossein Alizadeh, « la musique en Iran, historiquement, a toujours rencontré une forte opposition de la part des religieux, la forçant à devenir confidentielle ». Le résultat en est que la plupart de la musique azérie iranienne est aujourd'hui pratiquée en dehors de l'Iran parmi les communautés en exil.
En France, la chanteuse Tarana Allahverdieva, originaire de la ville de Choucha est la première chanteuse azerbaïdjanaise. Son nom de scène est Tarana Paris Bakou.

#### Cinéma

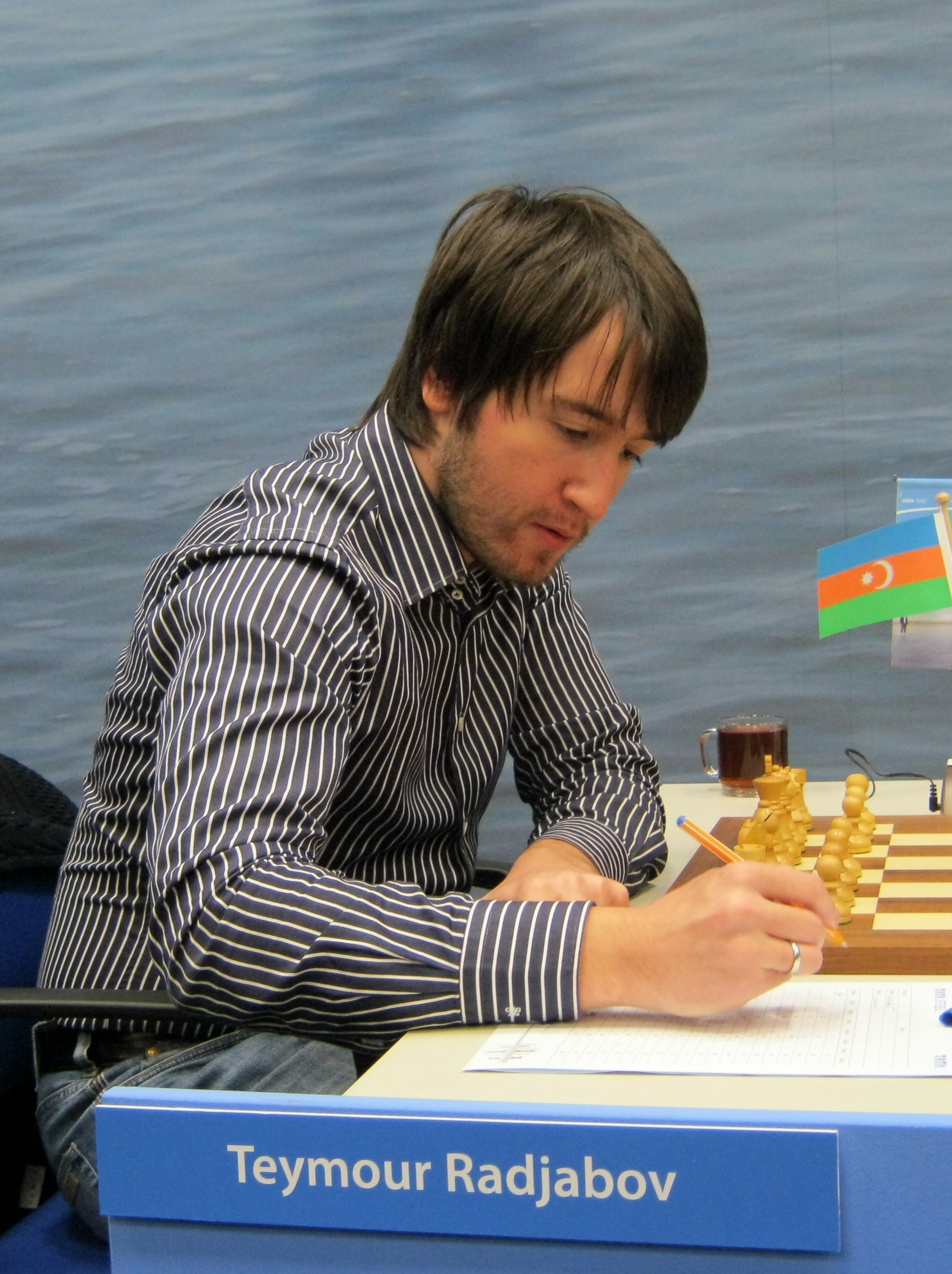
Le joueur d'échecs Teimour Radjabov.

Les films et la télévision azérie sont largement diffusés en Azerbaïdjan et de manière un peu plus limitée en Iran.
Certains cinéastes azéris comme Rustam Ibragimbekov, qui écrivit Soleil trompeur, (vainqueur du grand Prix du festival de Cannes et de l'Academy Award du meilleur film étranger en 1994) sont connus de la scène internationale. De nombreux Azéris iraniens ont eu une grande importance pour le cinéma iranien, qui est encensé par la critique depuis les années 1980.

### Sports
Les sports ont historiquement été une partie importante de la vie azérie. De nombreuses compétitions eurent lieu à dos de cheval, racontées par des poètes et des écrivains comme Gatran Tabrizi. Les autres sports anciens sont le pahlavani (lutte) et le lancer du javelot.
L'héritage soviétique dans les temps modernes a permis de propulser quelques athlètes azéris au niveau olympique. Le gouvernement azerbaïdjanais soutient l'héritage athlétique du pays et encourage les jeunes Azéris à y prendre part. Le football est très populaire en Azerbaïdjan et en Iran. Il existe de nombreux joueurs de football azéris d'importance, comme Ali Daei, capitaine de l'équipe d'Iran de football. Les athlètes azéris ont particulièrement excellé dans l'haltérophilie, la gymnastique, le lancer du javelot, le karaté, la boxe anglaise, le tir sportif, la lutte libre. Les haltérophiles, comme Nizami Pashayev qui a gagné le titre européen des poids lourds en 2006, a inspiré la nouvelle génération d'Azéris à concourir au niveau international.
Les échecs sont un autre passe-temps populaire en Azerbaïdjan. Le pays a donné de nombreux joueurs importants, comme Teimour Radjabov et Shakhriyar Mamedyarov, tous les deux bien classés au niveau international.